# Bourg-en-Bresse
Bourg-en-Bresse este un oraș în estul Franței, prefectura departamentului Ain, în regiunea Ron-Alpi. 